# 罗斯·麦克因泰尔
罗斯·麦克因泰尔（英語：Ross T. McIntire；1889年8月11日—1959年12月8日），是美国的海军上将和总统医师，1932年担任美国总统富兰克林·罗斯福的医师，成为首位获得总统认证的医师。1938年，担任美国海军总外科医师，在第二次世界大战负责医药和手术。

## 外部連結
- 在Find a Grave上的罗斯·麦克因泰尔